# HMS Pioneer (R76)

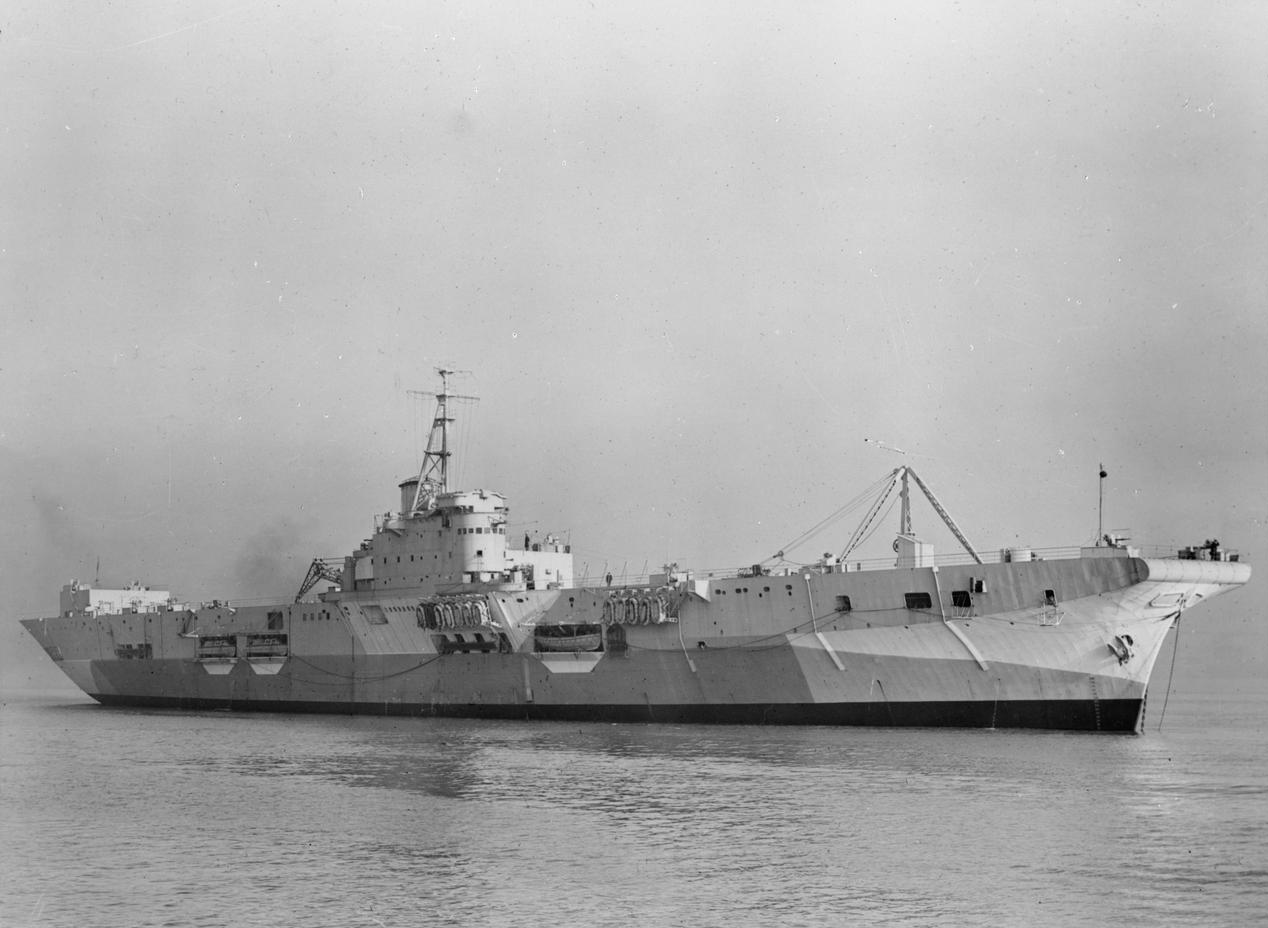
HMS Pioneer till ankars, 3 februari 1945.

HMS Pioneer (R76) var ett hangarfartyg av Colossus-klass byggd för Royal Navy under andra världskriget. Hon modifierades under konstruktionen till ett underhållshangarfartyg. Fartyget anlände till Australien i mitten av 1945 för att understödja operationer av brittiska Stillahavsflottan mot japanska styrkor. Hon understödde Stillahavsflottans attacker mot de japanska öarna från mitten av juni till slutet av augusti från basen på Amiralitetsöarna. Fartyget och hennes utrustning användes för att reparera Hongkongs infrastruktur i slutet av 1945 och hon återvände till Storbritannien i början av 1946. Pioneer försattes direkt i reserven vid ankomst och hon såldes för skrotning 1954.